# Liste der Kulturdenkmäler in Münstermaifeld
In der Liste der Kulturdenkmäler in Münstermaifeld sind alle Kulturdenkmäler der rheinland-pfälzischen Stadt Münstermaifeld einschließlich der Stadtteile Keldung, Küttig, Lasserg, Metternich, Mörz und Sevenich aufgeführt. Grundlage ist die Denkmalliste des Landes Rheinland-Pfalz (Stand: 27. Oktober 2023).

## Münstermaifeld

### Denkmalzonen
| Bezeichnung               | Lage | Baujahr                 | Beschreibung | Bild            |
| ------------------------- | --- | ----------------------- | --- | --------------- |
| Denkmalzone Frankenstraße | Frankenstraße 22–30 (gerade Nummern) Lage | um 1900                 | Zeile spätgründerzeitlich geprägter Wohnhäuser, um 1900; Putzbauten mit Backsteingliederung und Zwechgiebeln, Nr. 30 mit Eckturm; Nr 24 bezeichnet 1903 | Fotos hochladen |
| Denkmalzone Friedhof      | Bahnhofstraße Lage | 17. bis 19. Jahrhundert | fünf Grabkreuze, Basalt, bezeichnet 1661, 1720, 1632, 1593 und 1646; fünf Grabsteine, neugotisch, vier bezeichnet 1855, einer bezeichnet 1862; Obelisken 1834, Grabplatte 1822; neugotisches Kruzifix, 1862; zwei Grabkreuze, eines bezeichnet 1619; Kreuz, um 1800; Friedhofskreuz, neugotischer Aufbau, Mitte des 19. Jahrhunderts, davor fünf Pfarrergrabmale                                                                    | Fotos hochladen |
| Denkmalzone Stadtkern     | Bornstraße 1, Heilig-Geist-Spital 1 und 3/4; Herrenstraße 1–7 (ungerade Nummern), 2 und 6–24 (gerade Nummern), Martinsstraße, Michelstraße, Münsterplatz, Obertorstraße 1–29 (ungerade Nummern) und 2–38 (gerade Nummern), Stiftsstraße 1–5 (ungerade Nummern), 2, 4, 10, 12 und 20–34 (gerade Nummern), Untertorstraße 1–35 (ungerade Nummern) und 2–20 (gerade Nummern) Lage |                         | Ortskernbereich entlang und nördlich von Ober- und Untertorstraße einschließlich des ehemaligen Stiftsbezirkes; die Denkmalzonen umfasst einen Großteil des Bereiches innerhalb der Stadtmauer; in diesem Bereich lassen sich an dem großteils geschlossenen, wenn auch abschnittweise modern überformten Baubestand zwischen Spätmittelalter und 19. Jahrhundert die historischen stadträumlichen Bezüge am besten nachvollziehen. | Fotos hochladen |

### Einzeldenkmäler
| Bezeichnung                                    | Lage | Baujahr                            | Beschreibung | Bild                                    |
| ---------------------------------------------- | --- | ---------------------------------- | --- | --------------------------------------- |
| Stadtmauer                                     | | Mitte des 13. Jahrhunderts         | Mitte des 13. Jahrhunderts durch Erzbischof Arnold von Isenburg begonnen, zunächst kreisrunde Mauer mit zwei Toren, im 14. Jahrhundert mit sechs Türmen und vier Toren, seit dem 16. Jahrhundert vernachlässigt, bereits 1787 niedergelegt; Reste der Mauer: bei Severusstraße 11, in einer Linie mit dem Turm (⊙); An der Lauffenburg: dreigeschossiger Pulverturm (auch Eulenturm; ⊙), angrenzend Bruchsteinhaus mit Schildgiebel, Fachwerkscheune, Fachwerkwerkstatt mit Krüppelwalmdach; Josefstraße: Reste eines Stadtmauerturms (⊙); Mauer in der Josefstraße (⊙) und Pilligertorstraße (⊙); Hospitalgarten: Wallgraben (⊙) | Fotos hochladen                         |
| Bahnhof Münstermaifeld                         | Am Bahnhof 1, 3, 5 Lage                                                                                 | 1915                               | neubarocker Putzbau, 1915 | Fotos hochladen                         |
| Wegekreuz                                      | An der Laufenburg Lage                                                                                  | 1618                               | Wegekreuz, bezeichnet 1618; Grabkreuz, bezeichnet 1621 | BW                                      |
| Wegweiser                                      | Bahnhofstraße, Ecke Raiffeisenstraße Lage                                                               | 19. Jahrhundert                    | Wegweiserstein, kleiner Obelisk, 19. Jahrhundert | Fotos hochladen                         |
| Schönecker Burg                                | Bornstraße 9 Lage                                                                                       |                                    | im Kern gotischer Wohnturm, im 20. Jahrhundert stark überformt | Fotos hochladen                         |
| Villa                                          | Frankenstraße 15 Lage                                                                                   | um 1910                            | Mansarddachvilla, um 1910 | BW                                      |
| Wohnhaus                                       | Frankenstraße 32/34 Lage                                                                                | um 1910                            | neubarocker Mansarddachbau, um 1910 | BW                                      |
| Hellingsches Haus                              | Heilig-Geist-Spital-Gasse 3/4 Lage                                                                      | 17. bis 20. Jahrhundert            | Fachwerkhaus, teilweise massiv, im Kern wohl mittelalterlich, 18. Jahrhundert; Fachwerkhaus, teilweise massiv, 19. oder 20. Jahrhundert; gusseiserne Pumpe; Kopie einer gotischen Muttergottes des 14. Jahrhunderts; Wallgraben: Bruchsteinhaus, 17. oder 18. Jahrhundert; Gesamtanlage mit Untertorstraße 27/29 | BW                                      |
| Stiftsherrenhaus                               | Herrenstraße 18 Lage                                                                                    | erste Hälfte des 18. Jahrhunderts  | Putzbau, im Kern aus der ersten Hälfte des 18. Jahrhunderts, Fassadengliederung um 1830/40 | BW                                      |
| Wohnhaus                                       | Herrenstraße 24 Lage                                                                                    | 1734                               | neunachsiger Putzbau, Basaltgewände, bezeichnet 1734, renoviert 1927 | BW                                      |
| Schulhaus                                      | Herrenstraße 26 Lage                                                                                    | um 1900                            | ehemalige Schule; Walmdachbau, Neurenaissance, um 1900 | Fotos hochladen                         |
| Gartenhaus                                     | Kalter Straße, zu Nr. 6 Lage                                                                            | 1780                               | Gartenhaus, spätbarocker Putzbau mit geschweiftem Dach und zweiarmiger Freitreppe, bezeichnet 1780 | BW                                      |
| Wasserturm                                     | Kalter Straße, Ecke Probsteihof Lage                                                                    | 1915                               | Wasserturm; dreigeschossig, Bruchstein und Backstein, 1915 | weitere Bilder Fotos hochladen          |
| Hofanlage                                      | Kirchspielstraße 1/1a/1b Lage                                                                           | 14. Jahrhundert                    | Hofreite, angeblich im Kern aus dem 14. Jahrhundert; Fachwerkhaus, teilweise massiv, 18. Jahrhundert, Bruchsteinscheune; bauliche Gesamtanlage | BW                                      |
| Kurfürst-Balduin-Gymnasium                     | Kurfürst-Balduin-Straße 10–14 Lage                                                                      | um 1900                            | Putzbau mit Mittelrisalit, um 1900 | BW                                      |
| Villa Weckbecker                               | Kurfürst-Balduin-Straße 16 Lage                                                                         | erste Hälfte des 19. Jahrhunderts  | sogenanntes Schlösschen; klassizistischer Walmdachbau, erste Hälfte des 19. Jahrhunderts | BW                                      |
| Rathaus                                        | Martinstraße 1 Lage                                                                                     | 1575                               | ehemaliges Amtsgericht; Putzbau mit Kreuzstockfenstern, bezeichnet 1575, Erweiterungen aus dem 18. oder 19. Jahrhundert | Fotos hochladen                         |
| Grabkreuz                                      | Metternicher Weg                                                                                        | 1816                               | Grabkreuz, bezeichnet 1816 | Direkt Bild zu diesem Denkmal hochladen |
| Wegekreuz                                      | Metternicher Weg                                                                                        | 1667                               | Wegekreuzfragment, bezeichnet 1667 | Direkt Bild zu diesem Denkmal hochladen |
| Wegekreuz                                      | Metternicher Weg                                                                                        | 18. Jahrhundert                    | Wegekreuz, 18. Jahrhundert | Direkt Bild zu diesem Denkmal hochladen |
| Wegekreuz                                      | Metternicher Weg                                                                                        | 1853                               | Wegekreuz, bezeichnet 1853 | Direkt Bild zu diesem Denkmal hochladen |
| Stiftsbezirk                                   | Münsterplatz 4–14 (gerade Nummern), Stiftsstraße 1–5 (ungerade Nummern) und 24–34 (gerade Nummern) Lage |                                    | Bereich der ehemaligen Stiftsimmunität unter anderem mit Stiftskirche, Dechanei, Propstei und Stiftsherrenhäuser; der bis in die Gegenwart im Katasterplan ablesbar gebliebene Stiftsbereich veranschaulicht mit seinem Baubestand seit dem Mittelalter die spezifischen historischen Funktionszusammenhänge eines bedeutenden Kanonikerstiftes; bauliche Gesamtanlage | Fotos hochladen                         |
| Katholische Pfarrkirche St. Martin und Severus | Münsterplatz Lage                                                                                       | erste Hälfte des 12. Jahrhunderts  | ehemalige Stiftskirche; dreischiffige Basilika, Dreiturmgruppe, erste Hälfte des 12. Jahrhunderts, spätromanischer Chor, bald nach 1225, Lang- und Querhaus um 1250 begonnen, noch 1323 im Bau; Vorhalle mit Skulpturen, um 1330; von der Stiftsanlage erhalten: Refektorium, Kapitelsaal und Bibliothek, im Kern romanisch, heutiges Erscheinungsbild aus dem 18. Jahrhundert | weitere Bilder Fotos hochladen          |
| Propstei                                       | Münsterplatz 4/6 Lage                                                                                   | Ende des 18. Jahrhunderts          | langgestreckter Putzbau, Ende des 18. Jahrhunderts, zweiter Putzbau, bezeichnet 1820; Gesamtanlage | Fotos hochladen                         |
| Katholisches Pfarrhaus                         | Münsterplatz 14 Lage                                                                                    | um 1770                            | ehemalige Dechanei; Mansarddachbau, um 1770 | Fotos hochladen                         |
| Wohn- und Geschäftshaus                        | Obertorstraße 5 Lage                                                                                    | 19. Jahrhundert                    | Wohn- und Geschäftshaus; Putzbau, 19. Jahrhundert | BW                                      |
| Wohnhaus                                       | Obertorstraße 8 Lage                                                                                    | 1639                               | Fachwerkhaus, teilweise massiv, bezeichnet 1639 | Fotos hochladen                         |
| Wohn- und Geschäftshaus                        | Obertorstraße 10 Lage                                                                                   | 17. Jahrhundert                    | Wohn- und Geschäftshaus; dreigeschossiges Fachwerkhaus, teilweise massiv, 17. Jahrhundert | Fotos hochladen                         |
| Haus Mönetenich                                | Obertorstraße 11/13 Lage                                                                                | 18. oder 19. Jahrhundert           | ehemalige kurfürstliche Kellnerei; Putzbau mit Basaltgewänden, Relief, 18. oder 19. Jahrhundert | BW                                      |
| Wohnhaus                                       | Obertorstraße 12 Lage                                                                                   | 1690                               | dreigeschossiges Fachwerkhaus, teilweise massiv, Krüppelwalmdach, bezeichnet 1690 | Fotos hochladen                         |
| Wohnhaus                                       | Obertorstraße 14 Lage                                                                                   | 1683                               | Fachwerkhaus, teilweise massiv, abgewalmtes Mansarddach, bezeichnet 1683 und 1780 | Fotos hochladen                         |
| Wohnhaus                                       | Obertorstraße 15 Lage                                                                                   | 19. Jahrhundert                    | dreigeschossiger Putzbau, 19. Jahrhundert | BW                                      |
| Türsturz                                       | Obertorstraße, an Nr. 17 Lage                                                                           | 1679                               | Türsturz, bezeichnet 1679 | BW                                      |
| Wohnhaus                                       | Obertorstraße 19/21 Lage                                                                                | 17. Jahrhundert                    | dreigeschossiger Massivbau, teilweise Fachwerk, im Kern aus dem 17. Jahrhundert | BW                                      |
| Wohnhaus                                       | Obertorstraße 20 Lage                                                                                   | zweite Hälfte des 19. Jahrhunderts | neugotischer Putzbau, Schildgiebel, zweite Hälfte des 19. Jahrhunderts | BW                                      |
| Wohnhaus                                       | Obertorstraße 25 Lage                                                                                   | 1740                               | Fachwerkhaus, teilweise massiv, Krüppelwalmdach, bezeichnet 1740 | BW                                      |
| Wohnhaus                                       | Obertorstraße 38 Lage                                                                                   | zweite Hälfte des 19. Jahrhunderts | Fachwerkhaus, teilweise massiv, Putzfassade mit Bogenfries, zweite Hälfte des 19. Jahrhunderts, im Kern spätmittelalterlich | BW                                      |
| Wohnhaus                                       | Obertorstraße 42 Lage                                                                                   | Mitte des 19. Jahrhunderts         | Bruchsteinbau, Mitte des 19. Jahrhunderts | Fotos hochladen                         |
| Kapelle                                        | Pilligertorstraße, Ecke Josefstraße Lage                                                                | 19. Jahrhundert                    | Kapelle; sechseckiger Zentralbau, 19. Jahrhundert; Bildstock | Fotos hochladen                         |
| ehemalige Synagoge                             | Severusstraße ohne Nummer Lage                                                                          | 19. Jahrhundert                    | Ruine, Fenster im maurischen Stil, 19. Jahrhundert | weitere Bilder Fotos hochladen          |
| Brunnen                                        | Severusstraße, bei Nr. 15 Lage                                                                          | 1794                               | Brunnenanlage mit neun Becken, Fassung 1794 | Fotos hochladen                         |
| Kapelle                                        | Stationenweg, Ecke Raiffeisenstraße Lage                                                                | erste Hälfte des 19. Jahrhunderts  | Kapelle; neugotischer sechseckiger Basaltbau, erste Hälfte des 19. Jahrhunderts; Wegekreuz, bezeichnet 1595 | Fotos hochladen                         |
| Schulhaus                                      | Stiftsstraße 5 Lage                                                                                     | 1714                               | ehemalige Schule; Fachwerkbau, teilweise massiv, Krüppelwalmdach, bezeichnet 1714 | BW                                      |
| Wohnhaus                                       | Stiftsstraße 8 Lage                                                                                     | 17. Jahrhundert                    | Fachwerkhaus, teilweise massiv, 17. Jahrhundert, vorgeblendetes Fachwerkgerüst aus dem 19. Jahrhundert | BW                                      |
| Wohnhaus                                       | Stiftsstraße 10 Lage                                                                                    | 17. Jahrhundert                    | Fachwerkhaus, teilweise massiv, 17. Jahrhundert, im Kern wohl älter, Dachaufstockung im 19. oder 20. Jahrhundert | BW                                      |
| Wohnhaus                                       | Stiftsstraße 16 Lage                                                                                    | 1602                               | Fachwerkhaus, teilweise massiv, bezeichnet 1602, mehrfacher Umbau, unter anderem im 18. Jahrhundert | BW                                      |
| Wohnhaus                                       | Stiftsstraße 20 Lage                                                                                    | erste Hälfte des 19. Jahrhunderts  | Putzbau, erste Hälfte des 19. Jahrhunderts | BW                                      |
| Haus Zur Traube                                | Stiftsstraße 24 Lage                                                                                    | 1725                               | abgewalmter Mansarddachbau, bezeichnet 1725, Umbau 1819 | BW                                      |
| Stiftsherrenhaus                               | Stiftsstraße 26 Lage                                                                                    | 16. Jahrhundert                    | Massivbau, Treppengiebel, 16. Jahrhundert und im Kern gotisch, Fachwerkanbau 1609 | BW                                      |
| Wohnhaus                                       | Stiftsstraße 28 Lage                                                                                    |                                    | Massivbau, Treppengiebel, im Kern spätmittelalterlich, zur Straße dreigeschossiger Putzbau, Krüppelwalmdach | Fotos hochladen                         |
| Wohnhaus                                       | Stiftsstraße 32 Lage                                                                                    | 18. Jahrhundert                    | Fachwerkhaus, verkleidet, Krüppelwalmdach, 18. Jahrhundert | BW                                      |
| Stiftsherrenhaus                               | Stiftsstraße 34 Lage                                                                                    | 1772                               | Mansardwalmdachbau, bezeichnet 1772 | Fotos hochladen                         |
| Kurfürstlicher Hof                             | Untertorstraße 10/12 Lage                                                                               | 1787                               | Krüppelwalmdachbau, Bruchstein, 1787, Scheunen; bauliche Gesamtanlage; Wegekreuz, bezeichnet 1651 | BW                                      |
| Heilig-Geist-Spital                            | Untertorstraße 14/16 Lage                                                                               | 13. Jahrhundert                    | Nr. 14 im Kern aus dem 13. Jahrhundert, Umbau im 19. Jahrhundert; Nr. 16 Bruchsteinbau mit Anbauten, barockes Hoftor; Gesamtanlage | BW                                      |
| Wohnhaus                                       | Untertorstraße 20 Lage                                                                                  | 17. oder 18. Jahrhundert           | Bruchsteinbau, wohl aus dem 17. oder 18. Jahrhundert | BW                                      |
| Wohnhaus                                       | Untertorstraße 27/29 Lage                                                                               | 17. oder 18. Jahrhundert           | Krüppelwalmdachbau, 17. oder 18. Jahrhundert; Fachwerkhaus, 18. Jahrhundert; Gesamtanlage mit Heilig-Geist-Spital 3/4 | weitere Bilder Fotos hochladen          |
| Kapelle                                        | nördlich der Stadt beim Rosenhof Lage                                                                   | 19. Jahrhundert                    | Kapelle; neugotischer Lavabruchsteinsaal, 19. Jahrhundert | Fotos hochladen                         |
| Bildstock                                      | nordwestlich der Stadt an der Kreuzung von L 82 und K 45 Lage                                           | 17. oder 18. Jahrhundert           | Bildstock, Schöpflöffelform, wohl aus dem 17. oder 18. Jahrhundert | BW                                      |
| Wegweiser                                      | nordwestlich der Stadt an der Kreuzung von L 82 und K 45 Lage                                           | 19. Jahrhundert                    | Wegweiserstein, kleiner Obelisk, 19. Jahrhundert | BW                                      |
| Wegekreuz                                      | nordwestlich der Stadt beim Kalscher Hof Lage                                                           | 1696                               | Wegekreuzfragment, bezeichnet 1696 | BW                                      |

### Ehemalige Kulturdenkmäler
| Bezeichnung | Lage                          | Baujahr                  | Beschreibung | Bild            |
| ----------- | ----------------------------- | ------------------------ | --- | --------------- |
| Garten      | Frankenstraße, bei Nr. 7 Lage |                          | ummauerter Garten; aus Denkmalliste gelöscht und in Parkplatz umgewandelt                                                 | BW              |
| Gerberei    | Severusstraße 15 Lage         | spätes 19. Jahrhundert   | ehemalige Gerberei; Bruchsteinbau, spätes 19. Jahrhundert; aus Denkmalliste gelöscht                                      | Fotos hochladen |
| Wohnhaus    | Hammgasse 14 Lage             | 18. oder 19. Jahrhundert | Fachwerkhaus, verputzt, wohl im Kern aus dem 18. oder 19. Jahrhundert; aus Denkmalliste gelöscht und durch Neubau ersetzt | BW              |

## Keldung

### Einzeldenkmäler
| Bezeichnung                     | Lage                               | Baujahr                 | Beschreibung | Bild |
| ------------------------------- | ---------------------------------- | ----------------------- | --- | ---- |
| Katholische Kapelle St. Stephan | Hauptstraße Lage                   | 1707                    | Chor 1707, Saal 1832, Architekt Ferdinand Nebel, Koblenz; Gesamtanlage mit Friedhof                                                                                         | BW   |
| Friedhofsarchitektur            | Hauptstraße, auf dem Friedhof Lage | 18. bis 20. Jahrhundert | Kriegerdenkmal; zehn Grabsteine, wohl aus dem 19. Jahrhundert; Wegekreuz, Nischentyp, bezeichnet 1701; an der Friedhofsmauer eingeschossiger Bruchsteinbau, bezeichnet 1861 | BW   |
| Brunnen                         | Hauptstraße, vor Nr. 22a Lage      | 19. Jahrhundert         | Schwengelpumpe, Gusseisen, 19. Jahrhundert | BW   |

## Küttig

### Einzeldenkmäler
| Bezeichnung                             | Lage                                           | Baujahr | Beschreibung                                                                                       | Bild                           |
| --------------------------------------- | ---------------------------------------------- | ------- | -------------------------------------------------------------------------------------------------- | ------------------------------ |
| Katholische Kapelle St. Maria Magdalena | Raiffeisenplatz Lage                           | 1922/23 | kreuzförmige Anlage, 1922/23, Architekt Anton Falkowski, Mainz                                     | weitere Bilder Fotos hochladen |
| Kleeburgerhof                           | östlich des Ortes Lage                         | um 1900 | große Bruchsteinanlage, späthistoristisches Wohnhaus, um 1900, ältere Ökonomiebauten; Gesamtanlage | Fotos hochladen                |
| Kapelle                                 | nordwestlich des Ortes an der Nothenmühle Lage | 1856    | Kapelle, Putzbau, bezeichnet 1856                                                                  | BW                             |
| Kriegerdenkmal                          | westlich des Ortes auf dem Friedhof Lage       | um 1920 | Kriegerdenkmal, Soldatenrelief, Kreuz                                                              | BW                             |
| Inschriftenstein und Wegekreuz          | westlich des Ortes vor dem Friedhof Lage       | 1721    | Inschriftenstein; Wegekreuz, Nischentyp, bezeichnet 1721                                           | BW                             |

## Lasserg

### Einzeldenkmäler
| Bezeichnung                         | Lage                                                           | Baujahr                  | Beschreibung | Bild                           |
| ----------------------------------- | -------------------------------------------------------------- | ------------------------ | --- | ------------------------------ |
| Katholische Kapelle St. Benedikt    | Kirchstraße Lage                                               | 1729                     | Saalbau, im Kern romanisch, bezeichnet 1729; Ostteile und querschiffartiger Annex 1936, Architekt Willy Weyres; Wegekreuz, bezeichnet 1701; zur Umgebung gehörig Kriegerdenkmal | BW                             |
| Quereinhaus                         | Schulstraße 2 Lage                                             | 18. oder 19. Jahrhundert | Fachwerk-Quereinhaus, teilweise massiv, Krüppelwalmdach, 18. oder 19. Jahrhundert | BW                             |
| Bildstock                           | nördlich des Ortes an der K 39 in Richtung Münstermaifeld Lage | 18. Jahrhundert          | Bildstock, 18. Jahrhundert | BW                             |
| Burg Bischofstein mit Pauluskapelle | südöstlich des Ortes Lage                                      | ab 1169                  | Baubeginn zwischen 1169 und 1183, Ende des 17. Jahrhunderts zerstört, 1930 wieder aufgebaut; Umfassungsmauern, Graben und Bergfried, Palas mit Rechteckturm, einschiffige Burgkapelle St. Stephan, Kapellengewölbe und Einbau zwischen Kapelle und Palas von 1933; unterhalb der Burg Pauluskapelle, Langhaus frühromanisch, spätromanischer Chorschluss, um 1200, im 15. Jahrhundert erhöht; am Fußweg Sieben Fußfälle, Stelentyp, 17. Jahrhundert; Gesamtanlage mit Berg | weitere Bilder Fotos hochladen |

## Metternich

### Einzeldenkmäler
| Bezeichnung                      | Lage                                   | Baujahr                   | Beschreibung                                                            | Bild                                    |
| -------------------------------- | -------------------------------------- | ------------------------- | ----------------------------------------------------------------------- | --------------------------------------- |
| Brunnen                          | Eifelstraße                            |                           | Schwengelpumpe, Basaltbecken                                            | Direkt Bild zu diesem Denkmal hochladen |
| Katholische Kapelle St. Praxedis | Eifelstraße Lage                       | 1765                      | Saalbau, bezeichnet 1765                                                | weitere Bilder Fotos hochladen          |
| Grabkreuze                       | Eifelstraße, auf dem Friedhof Lage     | 17. und 18. Jahrhundert   | Grabkreuze, 17. und 18. Jahrhundert; Wegekreuz, bezeichnet 1682         | BW                                      |
| Brunnen                          | Eifelstraße, bei Nr. 5 Lage            | Ende des 19. Jahrhunderts | Schwengelpumpe, Rheinböllener Hütte, Ende des 19. Jahrhunderts          | BW                                      |
| Wegekreuz                        | Eifelstraße, bei Nr. 10 Lage           | 1668                      | Wegekreuz, bezeichnet 1668                                              | BW                                      |
| Hofanlage                        | Eifelstraße 19 Lage                    | 1833                      | Hofreite; Bruchsteinbau, Krüppelwalmdach, bezeichnet 1833; Gesamtanlage | BW                                      |
| Hofanlage                        | Eifelstraße 29 Lage                    | 19. Jahrhundert           | Hofreite; Bruchsteinbau, 19. Jahrhundert; Gesamtanlage                  | BW                                      |
| Wegekapelle                      | In der Feils Lage                      | Ende des 19. Jahrhunderts | Wegekapelle, Bruchstein, Ende des 19. Jahrhunderts                      | Fotos hochladen                         |
| Wegekreuz                        | In der Feils, bei Nr. 1 Lage           | 1657                      | Wegekreuz, bezeichnet 1657                                              | BW                                      |
| Bildstock                        | In der Feils, bei Nr. 2 Lage           | 16. oder 17. Jahrhundert  | Bildstock, Schöpflöffelform, 16. oder 17. Jahrhundert                   | Fotos hochladen                         |
| Wegekreuz                        | nördlich des Ortes an der K 42 Lage    | 1606                      | Wegekreuz, Nischentyp, Basalt, bezeichnet 1606                          | BW                                      |
| Wegekreuz                        | nördlich des Ortes Lage                | 1598                      | Wegekreuz, bezeichnet 1598                                              | BW                                      |
| Wegekreuz                        | südöstlich des Ortes an der L 113 Lage | 1751                      | Wegekreuz, bezeichnet 1751                                              | Fotos hochladen                         |

### Ehemalige Kulturdenkmäler
| Bezeichnung | Lage                        | Baujahr | Beschreibung                                    | Bild |
| ----------- | --------------------------- | ------- | ----------------------------------------------- | ---- |
| Tür         | In der Feils, an Nr. 1 Lage | 1756    | Tür, bezeichnet 1756; aus Denkmalliste gelöscht | BW   |

## Mörz

### Einzeldenkmäler
| Bezeichnung                        | Lage                                                     | Baujahr                    | Beschreibung | Bild                                    |
| ---------------------------------- | -------------------------------------------------------- | -------------------------- | --- | --------------------------------------- |
| Katholische Kapelle St. Wendelinus | Kirchenweg Lage                                          | 1802                       | Saalbau, bezeichnet 1802 | Fotos hochladen                         |
| Grabsteine                         | Kirchenweg, auf dem Friedhof Lage                        |                            | Grabkreuz, 1810; ältere Grabsteine | BW                                      |
| Maximiner Hof                      | Maximinstraße 3 Lage                                     | 1774                       | Hofreite mit großem Barockportal; Krüppelwalmdachbau, bezeichnet 1774                                                                            | Fotos hochladen                         |
| Hofanlage                          | Römerstraße 9 Lage                                       | 19. Jahrhundert            | Hofanlage; Bruchsteinbau, Krüppelwalmdach, 19. Jahrhundert                                                                                       | Fotos hochladen                         |
| Wegekreuz                          | außerhalb des Ortes am Gergeshof                         | 1714                       | Wegekreuz, bezeichnet 1714 | Direkt Bild zu diesem Denkmal hochladen |
| Kapelle                            | nordwestlich (?) des Ortes an der L 82                   | 19. Jahrhundert            | Kapelle; Saalbau, Bruchstein, 19. Jahrhundert | Direkt Bild zu diesem Denkmal hochladen |
| Wegekreuz                          | nordwestlich (?) des Ortes an der L 82                   | 18. oder 19. Jahrhundert   | Wegekreuzfragment, 18. oder 19. Jahrhundert | Direkt Bild zu diesem Denkmal hochladen |
| Wegweiser                          | östlich des Ortes an der Kreuzung von K 42 und K 43 Lage | Mitte des 19. Jahrhunderts | Wegweiserstein, kleiner Obelisk, Mitte des 19. Jahrhunderts                                                                                      | BW                                      |
| Lochsmühle                         | südlich des Ortes (Im Schrumpftal 21) Lage               | 19. Jahrhundert            | Hofanlage, 19. Jahrhundert; zweiteiliges Wohnhaus von 1818 und 1877 in Bruchstein, Ökonomie teils Fachwerk; zwei Kapellen; bauliche Gesamtanlage | Fotos hochladen                         |
| Steinsmühle                        | südlich des Ortes (Im Schrumpftal 22a) Lage              | 18. und 19. Jahrhundert    | Hofanlage; Fachwerkhaus, teilweise massiv, Krüppelwalmdach, 18. und 19. Jahrhundert, rückwärtig Fachwerktrakt; Gesamtanlage                      | Fotos hochladen                         |
| Weymühle                           | südlich des Ortes (Im Schrumpftal 22b) Lage              | 19. Jahrhundert            | Bruchsteinbau, Wohnhaus bezeichnet 1866, Stall bezeichnet 1843, Scheune; Gesamtanlage                                                            | Fotos hochladen                         |
| Wegekreuz                          | südöstlich des Ortes an der K 43 Richtung Kattenes       | 1716                       | Wegekreuz, bezeichnet 1716 | Direkt Bild zu diesem Denkmal hochladen |

## Sevenich

### Einzeldenkmäler
| Bezeichnung | Lage                                    | Baujahr         | Beschreibung                                                                                          | Bild |
| ----------- | --------------------------------------- | --------------- | --- | ---- |
| Hofanlage   | Sevenich 4 Lage                         | 1846            | ausgedehnte Hofanlage mit zwei Höfen und Fachwerkscheune, spätklassizistisches Wohnhaus, datiert 1846 | BW   |
| Hofanlage   | Sevenich 8 Lage                         | 1777            | Hofanlage; Bruchsteinbau, Krüppelwalmdach, bezeichnet 1777                                            | BW   |
| Grabkreuz   | nordwestlich des Ortes an der K 35 Lage | 19. Jahrhundert | Grabkreuz, wohl aus dem 19. Jahrhundert                                                               | BW   |